# Fausto Gianfranceschi
Fausto Gianfranceschi (Roma, 15 febbraio 1928 – Roma, 19 febbraio 2012) è stato uno scrittore e giornalista italiano.

## Biografia

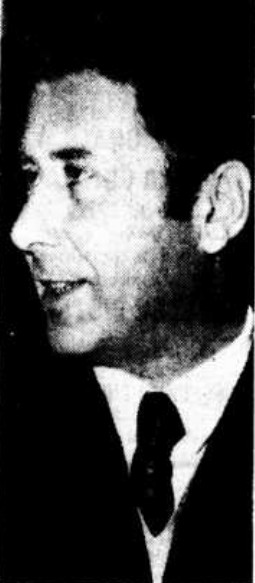
Fausto Gianfranceschi

Fu in gioventù legato a Julius Evola e agli ambienti neofascisti italiani (Fasci di azione rivoluzionaria). Nel 1948 si avvicinò alla corrente almirantiana e poi micheliniana del MSI. Nel 1950 entrò nella giunta esecutiva del Raggruppamento giovanile studenti e lavoratori del MSI. Nel 1951 il Tribunale di Roma lo condannò a un anno e undici mesi di reclusione per appartenenza ai FAR.
In quell'anno cominciò a collaborare al Tempo di Roma. Partecipò a Malmö (Svezia), come inviato dei giovani missini, al primo congresso dell'Internazionale nera. A quel tempo, figurò tra i collaboratori di Carattere, rivista fondata dall'esponente nazionale missino Primo Siena, alla quale collaborarono anche Guido Giannettini e Marcantonio Bezichieri. Scrisse su altre riviste di orientamento conservatore: Il Borghese, Stato, Dialoghi, Pagine Libere. Nel marzo dello stesso anno piazzò un ordigno contro la delegazione jugoslava a Roma.
Nel 1957 divenne presidente nazionale dell'associazione studentesca di destra Giovane Italia. Di fede cattolica, dopo il Concilio Vaticano II aderì a posizioni tradizionaliste, criticando le interpretazioni estensive del Concilio stesso; una fede sincera, priva di ipocrisie: "Cose che mi irritano: [...] il civettare degli scettici con la religione, facendosi prendere dalla bellezza del rito o dal misticismo di un angolo architettonico".
Nel 1965, egli partecipò come relatore al Convegno dell'hotel Parco dei Principi, promosso per coordinare e dare maggior vigore alla lotta contro il comunismo in Italia. Nel 1966 lasciò la politica attiva, chiamato da Renato Angiolillo al quotidiano Il Tempo, cui aveva già collaborato negli anni Cinquanta, curandone la Terza pagina per oltre vent'anni: apparvero scritti di Augusto Del Noce, Mario Praz, Ettore Paratore, Franco Cardini, Marcello Veneziani e Paolo Isotta. Negli anni Novanta fu editorialista del Giornale.
Noto principalmente come saggista e narratore, pubblicò alcuni romanzi, nei quali è riflessa la società italiana della seconda metà del Novecento, dagli anni del boom fino a tangentopoli: Diario di un conformista (1965), L'ultima vacanza (1972), Belcastro (con presentazione di Mario Praz, 1975), Giorgio Vinci psicologo (1983) e il libro di racconti La casa degli sposi (1990). Come critico letterario, scrisse saggi su alcuni importanti scrittori italiani contemporanei, soprattutto Mario Tobino e Dino Buzzati.
Gianfranceschi non trascurò l'analisi delle angosce esistenziali e dei costumi dell'italiano medio, le manchevolezze delle classi politiche, economiche e intellettuali che ha retto i destini d'Italia per cinquant'anni. Fra i suoi saggi più significativi si ricordano i seguenti: L'uomo in allarme (1963), Teologia elettrica (1969), Il sistema della menzogna e della degradazione del piacere (1977), Svelare la morte (1980), Stupidario della sinistra (1992), Il Reazionario (1996), Bestiario della Sinistra (2004). Negli ultimi tre volumi, l'autore mette in evidenza, non senza una certa ironia e una punta di faziosità, i piccoli e grandi vizi della sinistra italiana e dei suoi esponenti, da Enrico Berlinguer a Massimo D'Alema, da Marco Bellocchio a Roberto Benigni, da Umberto Eco a Dario Fo, da Dacia Maraini a Pier Paolo Pasolini.
Nel 2008 pubblicò un toccante libro di memorie, nel quale rievocava il forte legame e i tanti ricordi che lo univano a sua figlia Federica, scomparsa prematuramente, dal titolo: Federica. Morte di una figlia. Trent'anni prima lo scrittore aveva perso un altro figlio, Gianni, deceduto in un incidente stradale.
È morto a Roma, sua città natale, nel 2012, all'età di 84 anni.

## Opere pubblicate

### Narrativa e memorialistica
- Diario di un conformista, Torino, Edizioni dell'Albero, 1965.
- Il segno sulla mano, Milano, Ceschina, 1968.
- L'ultima vacanza, Milano, Rusconi, 1972.
- Belcastro, Rusconi, Milano, 1975.
- L'amore paterno, Novara, Editoriale Nuova, 1982.
- Giorgio Vinci psicologo, Novara, Editoriale Nuova, 1983. (Premio Napoli e terzo classificato al Premio Strega)
- La casa degli sposi, Milano, Camunia, 1990.
- Federica. Morte di una figlia, Roma, Casa editrice Pagine, 2008.

### Saggistica
- Aspetti del Marx-leninismo, Centro di Vita Italiana, Roma, 1955.
- Il neo-realismo, Centro di vita italiana, Roma, 1955.
- Dino Buzzati, Borla, Torino, 1967.
- Teologia elettrica: saggio sui segni dei tempi, Giovanni Volpe Editore, Roma, 1969. [(ES)  Teología eléctrica. Ensayo sobre los signos de los tiempos, trad. di Victorio Peral y Federico Castolvetro, Prensa Española, Madrid, 1973]
- Il sistema della menzogna e la degradazione del piacere, Milano, Rusconi, 1976.
- Svelare la morte, Milano, Rusconi, 1980.
- Il senso del corpo : segni, linguaggio, simboli, Milano, Rusconi, 1986.
- Stupidario della sinistra, Arnoldo Mondadori Editore, Milano, 1992.
- Il reazionario : fenomenologia di un bersaglio indispensabile, A. Pellicani, Roma, 1996.
- Svelare la morte, Prefazione di Marcello Veneziani, Cinabro Edizioni, 2023.

### Introduzioni
- Salvador Dalí, Diario di un genio, trad. e introd. di F. Gianfranceschi, Edizioni dell'Albero, Torino, 1965; Milano, SE, 1996.
- Carlo Alianello, L'alfiere, Milano, Rusconi, 1974.
- Mario Tobino, Biondo era e bello, Collana Oscar, Milano, Mondadori, 1979.
- Mario Tobino, Il perduto amore, Collana Oscar, Milano, Mondadori, Milano, 1981.
- Mario Tobino, Il figlio del farmacista, Collana Oscar, Milano, Mondadori, 1982.
- Mario Tobino, Gli ultimi giorni di Magliano, Collana Oscar, Milano, Mondadori, 1983.
- Dino Buzzati, Il crollo della Baliverna, Collana Oscar, Milano, Mondadori, 1984.
- Dino Buzzati, I sette messaggeri, Collana Oscar, Milano, Mondadori, 1984.
- Mario Bernardi Guardi, Austria infelix, Chieti, M. Solfanelli, 1990.
- Dino Buzzati, Paura alla Scala, Collana Oscar, Milano, Mondadori, 1993.
- Enciclopedia fantastica italiana. Ventisette racconti da Leopardi a Moravia, a cura di L. D'Arcangelo, Collana Oscar, Milano, Mondadori, 1993.
- Mario Tedeschi, Fascisti dopo Mussolini: le organizzazioni clandestine neofasciste, 1945-1947, a cura di Gianfranco de Turris, prefazione di Alberto Giovannini, Roma, Settimo Sigillo, 1996.

## Premi e riconoscimenti
Lo scrittore ha vinto nel 1972 il Premio Algida - Un libro per l'estate con L'ultima vacanza,  nel 1984 il Premio Napoli con il libro: Giorgio Vinci psicologo, Novara, Editoriale Nuova, 1983 e, con la stessa opera, è stato anche finalista al Premio Strega, piazzandosi al terzo posto.